# Não Vá Simbora
Não Vá Simbora (na grafia original, Não Vá Sim'bora) é uma canção de Josué de Barros, gravada por Carmen Miranda com o Trio Barros. É o primeiro disco de Carmen Miranda. Foi lançado juntamente com outra composição de Barros, "Se o Samba é Moda", em dezembro de 1929, pela Brunswick Records.